# Fantic Motor
Fantic Motor es una empresa italiana que construye motocicletas y bicicletas eléctricas, fundada en 1968 en Barzago, Lombardía. Tras la quiebra de la empresa en 1995 y el cierre de la fábrica, la marca fue adquirida, tras una licitación pública, por el empresario de Treviso Federico Fregnan en 2003, reiniciándose la producción en 2005. El 1 de octubre de 2014 fue adquirida en su totalidad por VeNetWork siendo el nuevo director general Mariano Roman.
Fantic Motor ha tenido una larga serie de éxitos en el sector de las carreras off-road, en enduro y particularmente en la especialidad de trial, donde ha ganado tres títulos mundiales.

## Historia

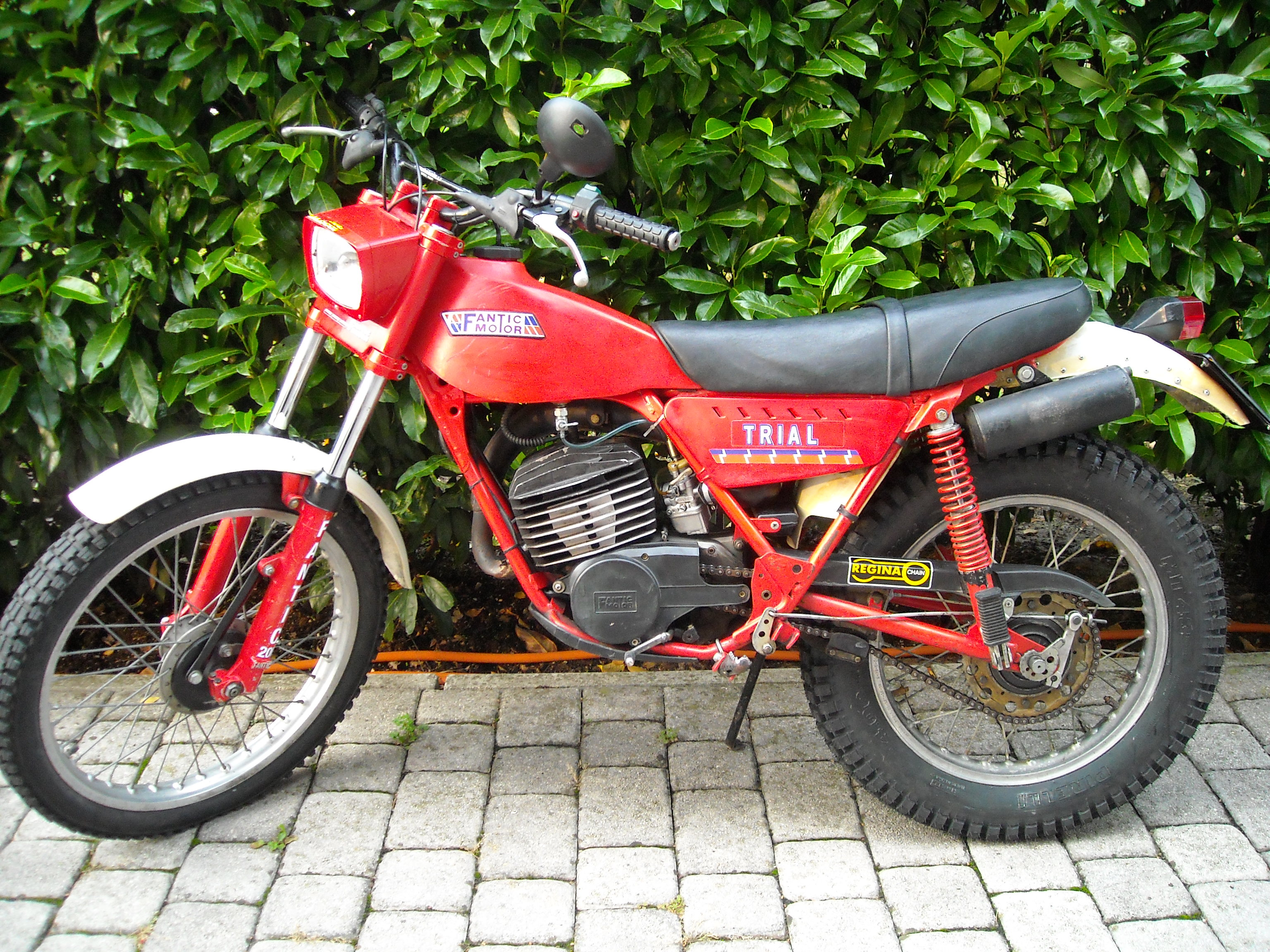
Fantic Motor 200 de 1982

En 1968, el Dr. Mario Agrati, de Agrati Garelli en Monticello Brianza, dejó el negocio familiar para unirse a Henry Keppel, Gerente de Ventas Extranjeras de Garelli, y creó una empresa para producir minimotos, karts y motos enduro para el mercado estadounidense. Así nació Fantic Motor en Barzago.
De su producción en serie, el modelo que más dejó huella fue el Caballero. Presentada a finales de la 1960, fue una de las motocicletas más buscadas por los jóvenes italianos de catorce años; equipada con el clásico motor de 2 tiempos de 49 cm³ fabricado por Motori Minarelli de Bolonia, estaba disponible en dos versiones con caja de cambios de 4 velocidades o con la novedad para la era de la caja de cambios de 6 velocidades. Cabe destacar los anuncios publicitarios de la Caballero, en los que aparecían conocidas personalidades del mundo del motociclismo como Jarno Saarinen, Mike Hailwood e incluso futbolistas como Sandro Mazzola.
La Caballero debe su nombre a la marca de cigarrillos holandesa del mismo nombre, fumada por Henry Keppel Hesselink, uno de los socios fundadores.
En la estela del éxito de este modelo, se puso a la venta otro ciclomotor, el Chopper, que seguía la estructura típica de las motos americanas que hizo famosa la película Easy Rider con la horquilla delantera prolongada y sillín equipado con respaldo; siendo el único ejemplo de este tipo a la venta en Italia, este modelo también logró buenos resultados de ventas.
La producción de ciclomotores también contaba en catálogo con un modelo de carretera, el 50 GT (también disponible en versión matriculada con el motor sin despotenciar), y otro modelo bastante original: el Super Rocket (con ruedas pequeñas) ambos con caja de cambios de 4 velocidades.
La evolución de la Caballero fue principalmente efecto del traslado de la experiencia ganada por Fantic Motor en las carreras de toda Europa durante las competiciones de Enduro (entonces llamadas Regularidad).
En 1978 la Caballero pasó de la serie TX 94/TX 96 (chasis gris) a la nueva serie TX 160 (modelo de competición, matriculada como motocicleta) y TX 190 (ciclomotor) fácilmente distinguible de la serie anterior por el chasis rojo.
Fantic también produjo modelos de mayor cilindrada de la serie Caballero y Chopper, para uso a partir de los dieciséis años, pero sin obtener los mismos resultados favorables que los modelos inferiores. Mejor suerte tuvo la Strada 125 de 1982.
La actividad pronto se expandió también al sector del trial, donde la empresa obtuvo sus mejores resultados en el ámbito internacional, con grandes victorias en todas las principales competiciones, incluido el Campeonato del Mundo, que ganó tres veces (1985, 1986 y 1988).

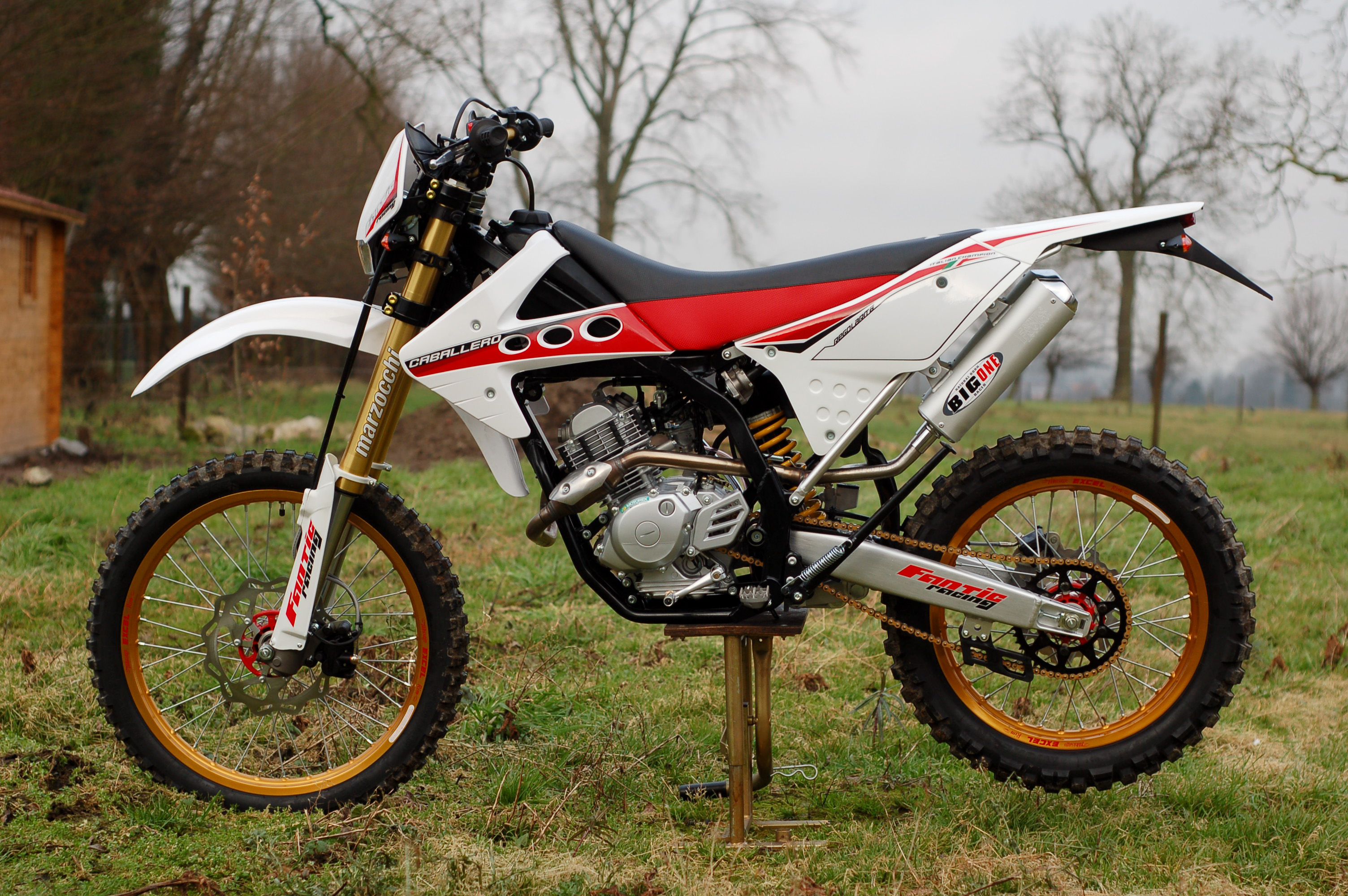
Fantic TZ 150 de 2009

La actividad en Barzago fue detenida en 1997.

### El renacimiento
En 2003 la marca Fantic Motor fue adquirida por el industrial veneciano Federico Fregnan, la producción se trasladó a la provincia de Treviso, en Dosson di Casier y se centró en motocicletas todoterreno (con la recuperación del nombre histórico Caballero entre otras cosas) y Supermotard.
En 2009 el fabricante veneciano presentó una nueva versión de la Caballero equipada con motor de cuatro tiempos de 200 cm³. En 2011 se presentó con motor Gas Gas de dos tiempos y 300 cm³  con chasis multitubular.

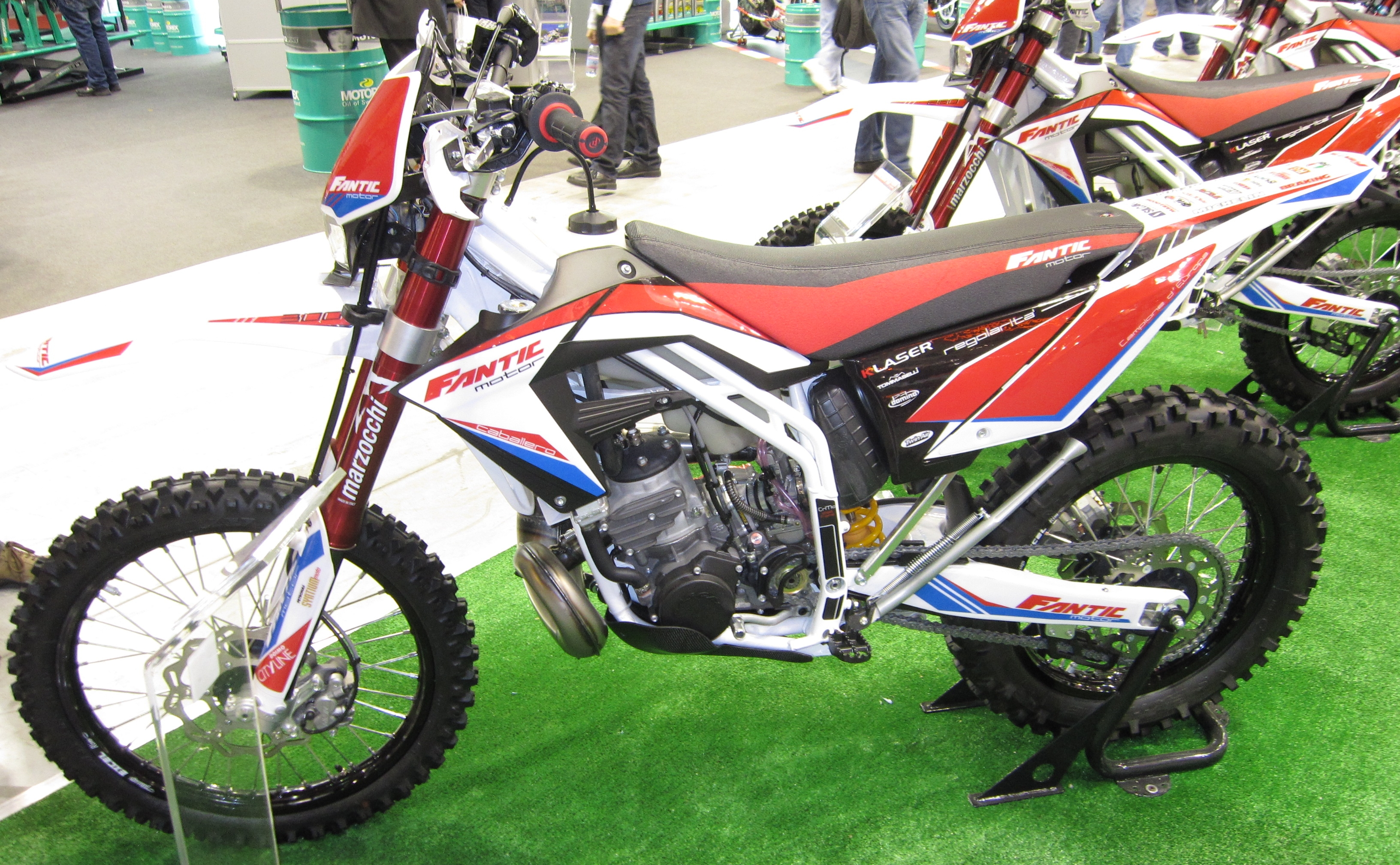
Una Caballero 300 del año 2012

En 2014 la empresa fue vendida íntegramente al grupo VeNetWork, formado por empresarios del Véneto bajo la presidencia de Alberto Baban. La dirección de la empresa fue encomendada al ingeniero Mariano Roman, ex director técnico de Aprilia, Moto Guzzi y Laverda. En menos de un año, Fantic entra en el sector de las bicicletas eléctricas de pedaleo asistido, con la división Fantic Bikes que diseña y fabrica bicicletas y mountain bike eléctricas en la misma localidad de Dosson de Casier. En 2016 Fantic lanzó su nueva 4T de 250 cm³ en versiones Enduro y Motard, seguida de los nuevos modelos Euro4 de 125 cm³ y 50 cm³.
En noviembre de 2016, en el Salón del automóvil de Milán, además de la presentación de toda la nueva gama de motos 2017, Fantic mostró la nueva Caballero y describió su proyecto. La nueva gama Caballero está disponible en tres cilindradas diferentes (125 cm³, 250 cm³ y 500 cm³) y en dos versiones diferentes, Scrambler y Flat Track.
En 2020, Fantic Motor adquiere de Yamaha el 100% de las acciones de Motori Minarelli.
En 2022 debutó en el Rally Dakar con una XEF 450 Rally, derivada de la enduro XEF 450, pilotada por Franco Picco.
En julio de 2022 Fantic compra Bottecchia Cicli.

## Modelos actuales

### Enduro / Motard
- 50 cm³ 2T: Enduro (Performance o Casa)*, Motard (Performance o Casa)*
- 125 cm³ 4T Enduro (Performance o Casa) *, Motard (Performance o Casa) *
- 250 cm³ 4T: Enduro (Performance o Casa)*, Motard (Performance o Casa)*

 *  Hasta 2016 también existía el modelo tope de gama "Competizione"

### GamaCaballero
- 125 cm³ 4T: Scrambler o Flat track
- 250 cm³ 4T: Scrambler o Flat track
- 500 cm³ 4T: Scrambler, Flat track o Rally (presentada en el EICMA de 2018)

## Competición
Fantic vuelve a las carreras de velocidad en 2005, participando en el Campeonato Mundial de Motociclismo con dos Fantic Motor R250 (desarrollada por CRP Technology ), pilotadas por Gabriele Ferro y Arnaud Vincent.
La participación en el mundial de velocidad dura solo una temporada (si se excluye el Campeonato de Europa de 2006) y en 2006 Fantic Motor se dedica exclusivamente a las competiciones nacionales de enduro, quedando Thibaut Dussuelle como Campeón de Francia de Enduro en la clase 50, pilotando una Fantic Motor Caballero.

## Palmarés

### Trial
- Campeón del mundo de pilotos 1985 con Thierry Michaud
- Campeón del mundo de pilotos 1986 con Thierry Michaud
- Campeón del mundo de pilotos 1988 con Thierry Michaud
- Campeón Mundial de Constructores 1988
- Campeón Mundial de Constructores 1989

### Enduro
- Campeón italiano de enduro 125 4T 2008
- Campeón italiano de motorally 125 4T 2008